# بنی‌سهم
بنی‌سهم (به عربی: بنو سهم) تیره‌ای از قبیله قریش بود. آن‌ها عهده دار سامان دادن به قربانی‌ها و نذوراتی که برای بت‌ها آورده می‌شد بودند.

## تبارشناسی
نسبت آن‌ها به سهم بن عمرو بن هصیص بن کعب بن لوی بن غالب بن فهر بن مالک بن نضر بن کنانه بن خزیمه بن مدرکه بن الیاس بن مضر بن نزار بن معد بن عدنان می‌رسد. آنها با بنی‌جمح مرتبط هستند، زیرا هر دو بخشی از یک قبیله بزرگتر بودند که از یک جد یکسان، هصیص بن کعب برخاسته بودند.

## نامداران
- عمرو بن عاص
- هشام بن عاص
- عبدالله بن عمرو بن العاص